# Джексон, Реджи (бейсболист)
Реджинальд Мартинес (Реджи) Джексон (англ. Reginald Martinez "Reggie" Jackson, род. 18 мая 1946 года) — американский профессиональный бейсболист, отыгравший 21 сезон в Главной лиге бейсбола за «Канзас-Сити/Окленд Атлетикс», «Балтимор Ориолс», «Нью-Йорк Янкис» и «Калифорния Энджелс». В 1993 году был включён в бейсбольный Зал славы.
Выступая за Окленд, Джексон помог команде пять раз подряд завоевать титул чемпиона дивизиона, три раза подряд титул чемпиона Американской лиги и дважды одержать победу в Мировой серии. Перейдя в «Янкис» он ещё четыре раза с командой становился победителем дивизиона, трижды чемпионом Американской лиги и ещё дважды стал победителем Мировой серии.
За свою карьеру Джексон выбил 563 хоум-рана и 14 раз участвовал в матчах всех звёзд МЛБ. Он дважды получал награду Серебряная бита, становился самым ценным игроком АЛ, дважды становился самым ценным игроком Мировой серии, а в 1977 году получил награду Бейба Рута. За его заслуги перед клубами «Янкис» и «Атлетикс» закрепили за ним номера. В настоящее время Джексон работает советником в «Нью-Йорк Янкис».